# Seuvestre
El Seuvestre, (en occità: Sovèstre o Seuvestre) és un parçan o comarca d'Occitània situada a la Gascunya. La seva vil·la principal és Ortès.
Segons la proposta de divisió territorial d'Occitània del diari Jornalet, basada en l'obra de Frederic Zégierman Le Guide des pays de France, el Seuvestre estaria ubicat a la regió de la Gascunya, subregió del Bearn.
Oficialment, les comunes del Seuvestre estan adscrites administrativament i situades al centre-est del departament francès dels Pirineus Atlàntics, a la regió administrativa de Nova Aquitània.